# Falsterbo Golfklubb

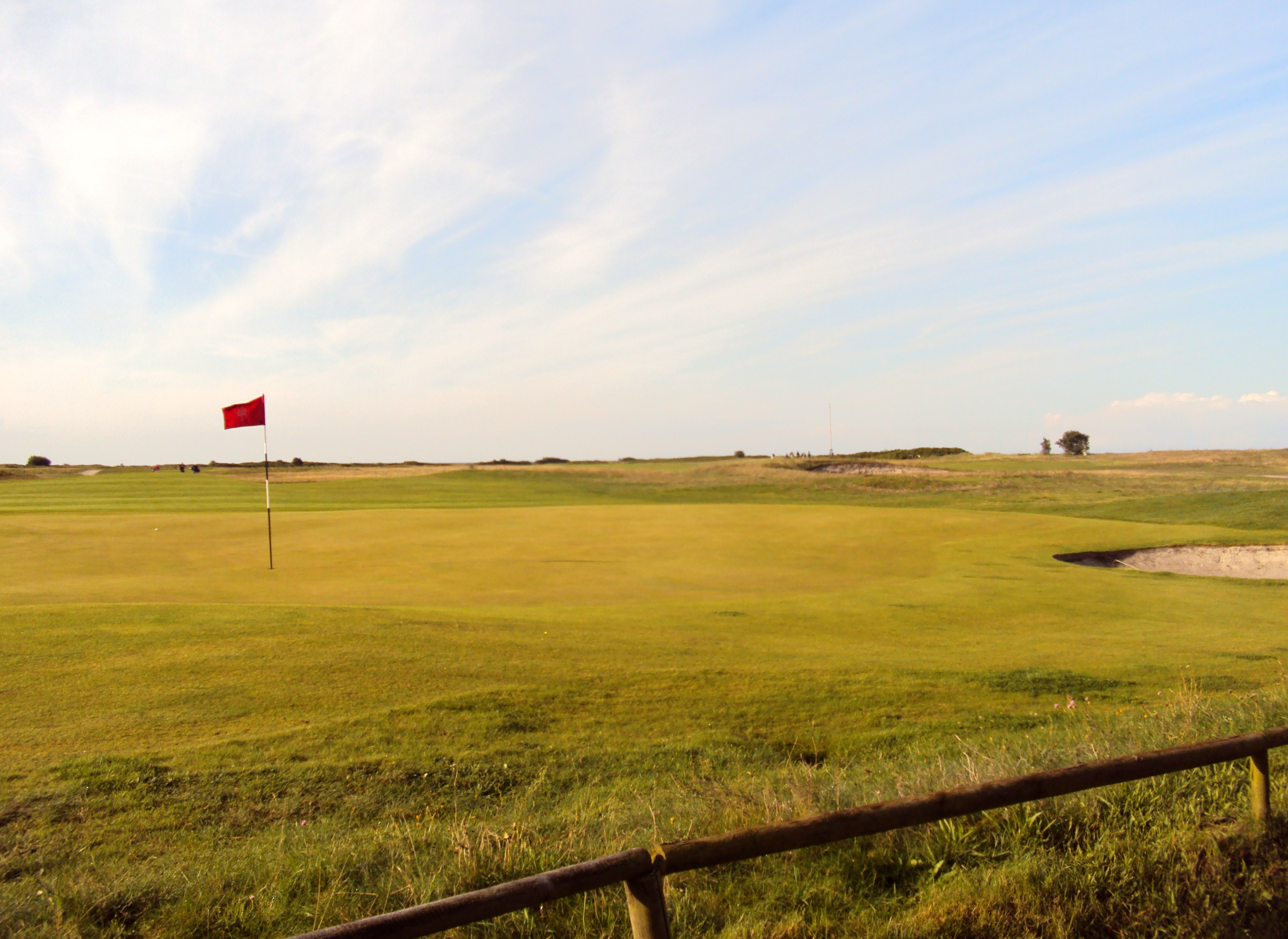
14:e green

Falsterbo Golfklubb är en golfklubb i naturreservatet Flommen i Skåne. Banan är en linksbana med naturliga vattenhinder över hela banan.

## Historik
Klubben bildades 21 oktober 1909 och den första ordföranden blev assuransdirektören Ernst Lindahl ”Röder Prick” och sekreterare Erik Schweder. 1910 användes en 9-hålsbana vid Strandbaden, men eftersom gräsväxten var dålig där, började 1911 års säsong på en ny bana ute vid fyren. Dessa nya nio hål anlades av Robert Turnbull från Köpenhamns GK, där 9:an (nuvarande 7:e hålet) fortfarande används. Detta är Sveriges äldsta golfhål.
Sommaren 1930 invigdes den nuvarande 18-hålsbanan (utformad av doktor Gunnar Bauer) med undantag av hål 16 och 17 som blev klara 1934. Innan dessa hål anlades spelades två hål där det nuvarande övningsområdet ligger. Sedan 1934 har banans sträckning inte ändrats, däremot har samtliga greenområden byggts om mer eller mindre mellan 1995 och 2001. Sommaren 2002 återinvigdes banan med nya och mer undulerade greener, designade av  Peter Nordwall och Peter Chamberlain. Klubben har de senaste åren jobbat kontinuerligt med att höja linkskaraktären på banan. Detta under ledning av Allan Strachan. 
Falsterbo GK har genom åren arrangerat flera stora tävlingar, senast Skandia PGA Open på Challenge tour år 2002. EM för Damer arrangerades i samband med klubbens 100-årsjubileum år 2009.
1991 valdes klubben till Årets golfklubb.
Inför säsongen 2015 gav tidningen Golf Digest Falsterbo Golfklubb utmärkelsen "Sveriges andra bästa golfbana".

## Banan

### Scorekort
| HÅL | 1   | 2   | 3   | 4   | 5   | 6   | 7   | 8   | 9   | UT   | 10  | 11  | 12  | 13  | 14  | 15  | 16  | 17  | 18  | IN   | S:A  |
| Par | 4   | 3   | 5   | 4   | 4   | 3   | 4   | 3   | 4   | 34   | 4   | 3   | 4   | 5   | 3   | 5   | 4   | 4   | 5   | 37   | 71   |
| Vit | 410 | 175 | 510 | 380 | 355 | 155 | 290 | 180 | 385 | 2880 | 350 | 145 | 370 | 515 | 210 | 470 | 355 | 345 | 440 | 3200 | 6080 |
| Gul | 395 | 155 | 480 | 360 | 365 | 145 | 290 | 170 | 370 | 2730 | 350 | 135 | 350 | 505 | 195 | 430 | 340 | 335 | 440 | 3080 | 5810 |
| Blå | 360 | 140 | 410 | 320 | 325 | 135 | 265 | 160 | 345 | 2460 | 330 | 125 | 305 | 455 | 180 | 430 | 290 | 305 | 395 | 2815 | 5275 |
| Röd | 325 | 140 | 410 | 310 | 325 | 125 | 265 | 130 | 310 | 2340 | 295 | 115 | 305 | 455 | 170 | 375 | 275 | 270 | 395 | 2655 | 4995 |
| Hcp | 7   | 17  | 11  | 1   | 5   | 15  | 9   | 13  | 3   |      | 8   | 18  | 2   | 6   | 10  | 14  | 4   | 12  | 16  |      |      |
| --- | --- | --- | --- | --- | --- | --- | --- | --- | --- | ---- | --- | --- | --- | --- | --- | --- | --- | --- | --- | ---- | ---- |